# Dorfkirche Trebatsch

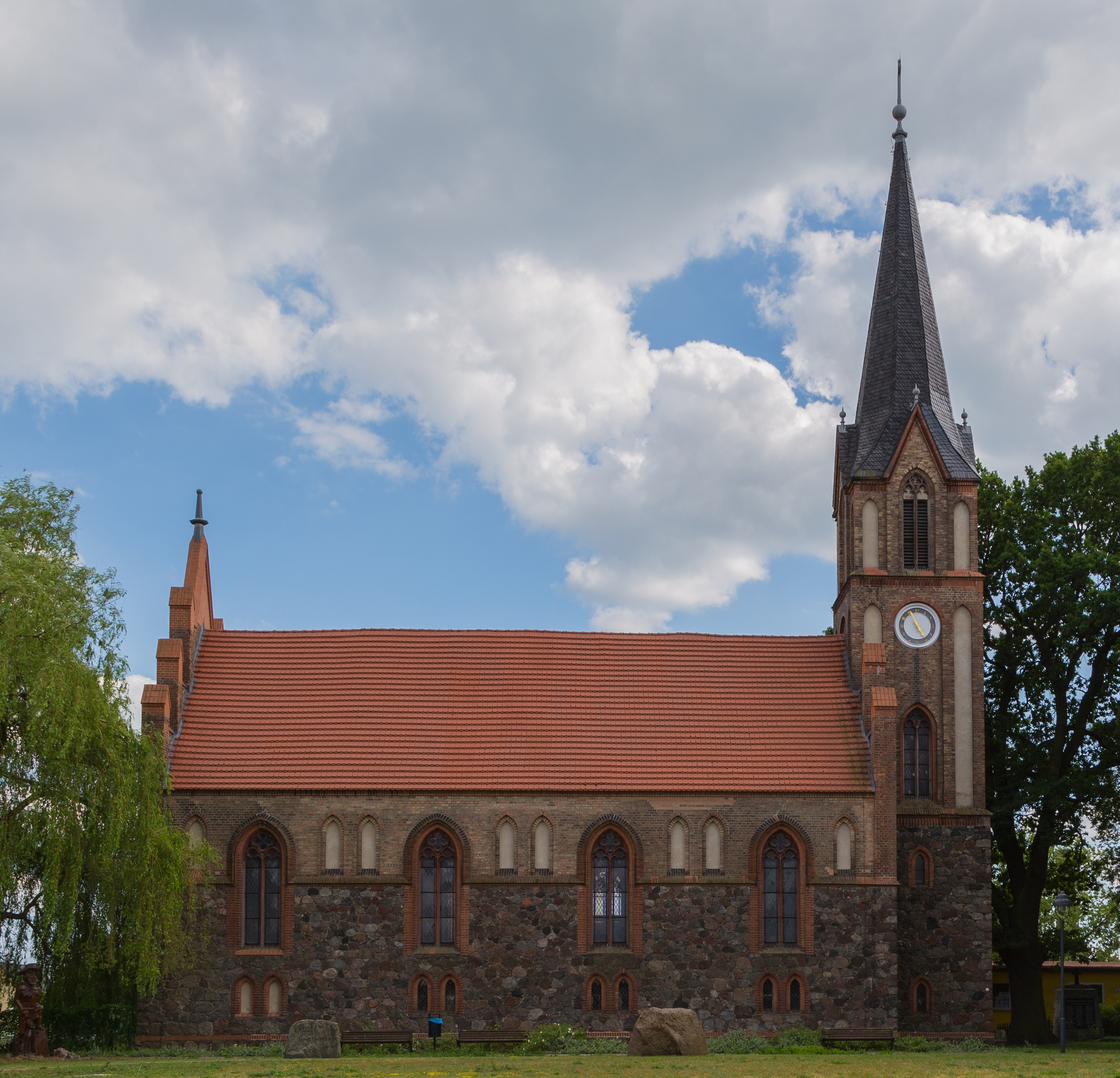
Dorfkirche Trebatsch (2017)

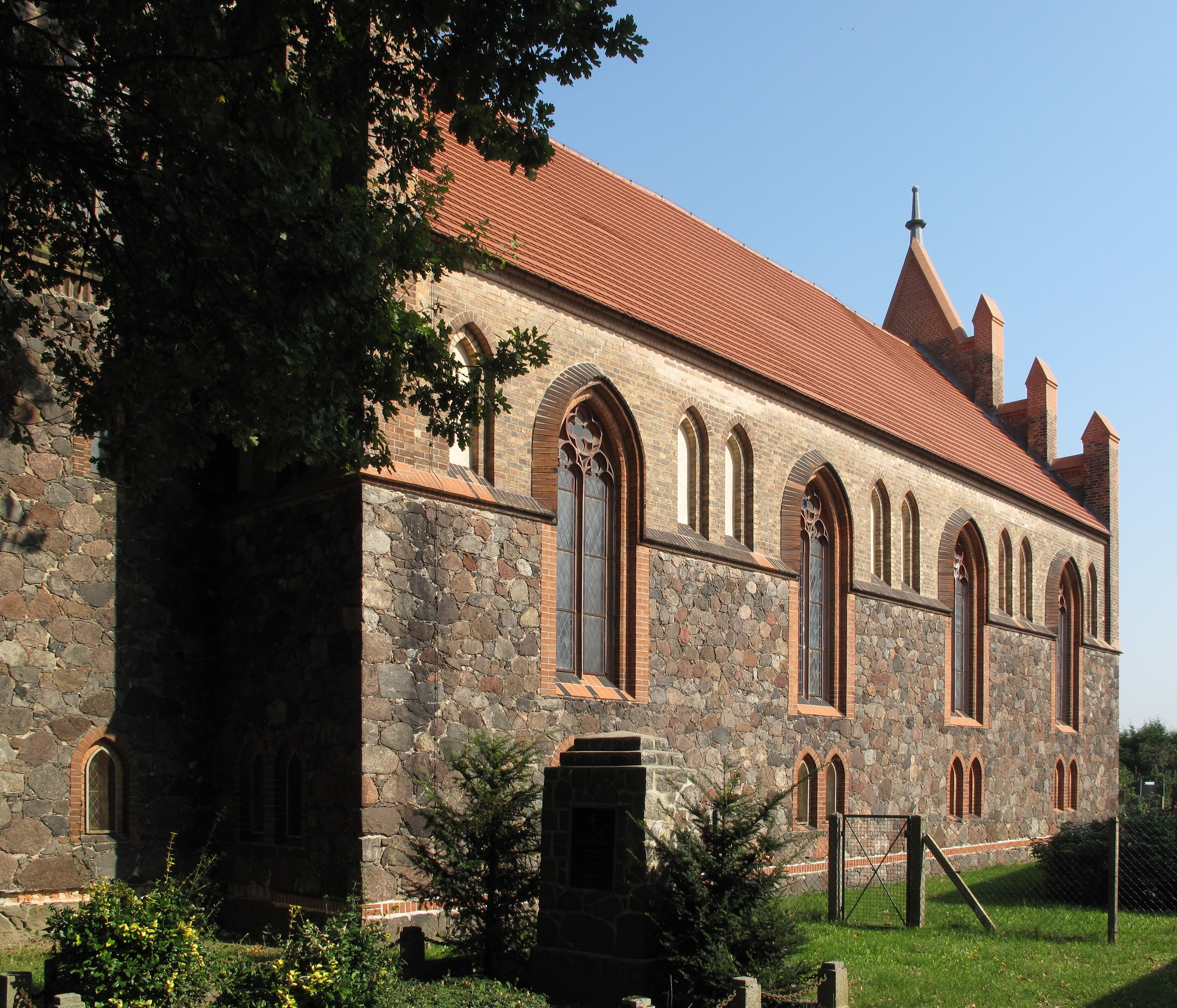
Das Kirchenschiff mit Gefallenendenkmal im Vordergrund (2014)

Die Dorfkirche Trebatsch (1937–1945 Dorfkirche Leichhardt) ist das Kirchengebäude in dem zur Gemeinde Tauche gehörenden Ortsteil Trebatsch im Landkreis Oder-Spree in Brandenburg. Es gehört der Kirchengemeinde Tauche im Kirchenkreis Oderland-Spree, der Teil der Evangelischen Kirche Berlin-Brandenburg-schlesische Oberlausitz ist. Die Kirche steht unter Denkmalschutz.

## Architektur und Geschichte
Das Dorf Trebatsch wurde bereits in der Kopie der Meißner Bistumsartikel aus dem Jahr 1495 erwähnt, was auf einen Vorgängerbau hindeutet. Die Grundsteinlegung für die heutige Kirche fand am 19. Juni 1867 statt, zwei Jahre später erfolgte die Fertigstellung. Am 15. Juni 1869 wurde Richtfest gefeiert und am 24. November 1869 wurde die Kirche geweiht. Die Dorfkirche Trebatsch ist ein Feldstein- und Backsteinbau mit einem langen rechteckigen Kirchenschiff und Satteldach. Sie wurde nach Plänen Friedrich August Stülers im Stil der Neogotik gebaut. Zwischen 2007 und 2009 erfolgte eine umfangreiche Sanierung des Kirchengebäudes.

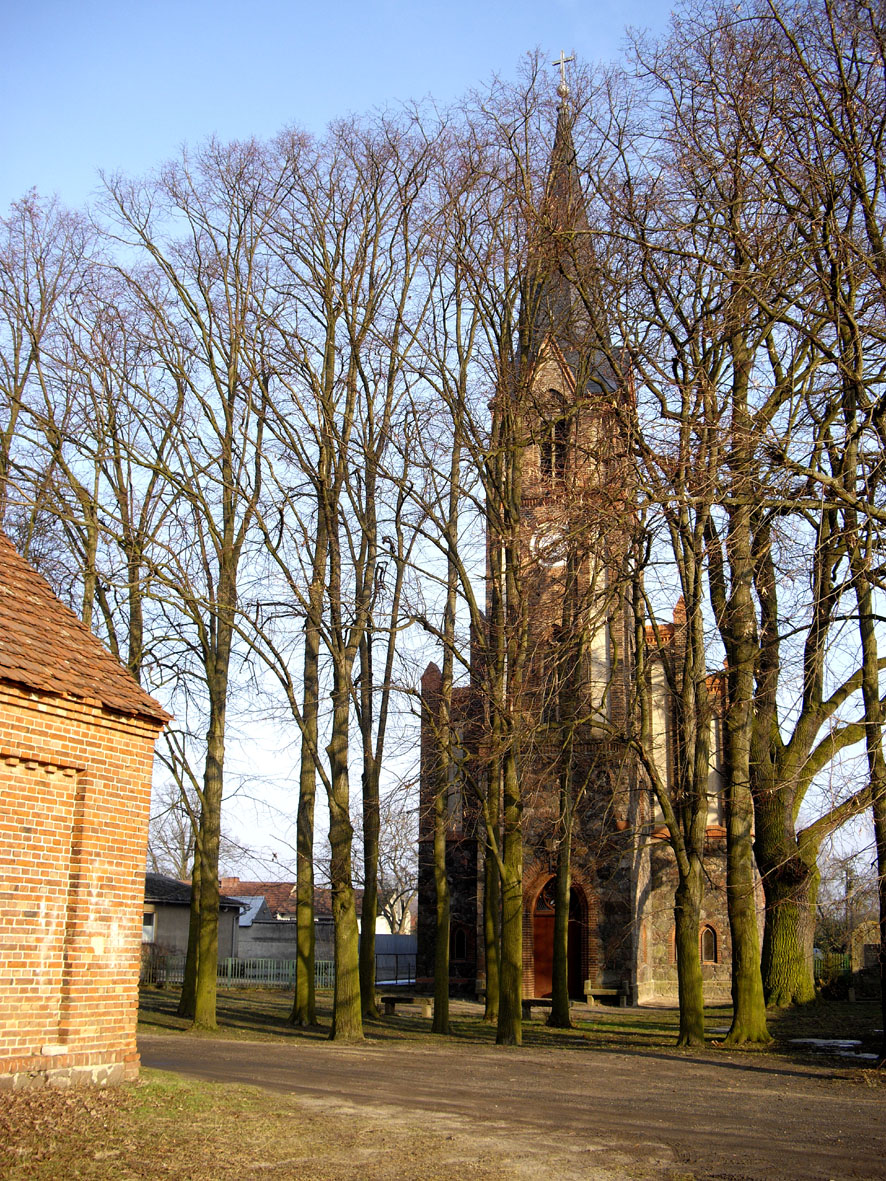
Blick von Westen auf den Turm (2009)

Der Ostschluss hat einen mit Blenden gegliederten Staffelgiebel mit einem großen spitzbogigen Fenster in der Mitte. Die Längsseiten des Schiffs haben jeweils vier große Spitzbogenfenster mit Bleiverglasung, der Bereich zwischen den Fenstern ist mit in Paaren angeordneten Spitzbogenblenden versehen. Unter den großen Schiffsfenstern befinden sich jeweils kleinere ebenfalls in Paaren angeordnete spitzbogige Fenster. Der schlanke eingezogene Westturm hat einen achtseitigen Spitzhelm und Schallöffnungen auf allen Seiten. Die beiden in dem Turm angebrachten Stahlgussglocken wurden 1923 in Bochum gegossen. Im Innenraum hat die Kirche eine Balken- und Bretterdecke.

## Ausstattung
Die Ausstattung der Dorfkirche Trebatsch stammt aus der Bauzeit. Zur Ausstattung gehört ein Kanzelaltar mit polygonalem Kanzelkorb. Die Kanzel ist noch relativ neu, sie wurde am 31. Oktober 2001 eingeweiht. Vor dem Altarraum steht ein sechsseitiges gusseisernes Taufbecken. An der Nordwand befindet sich ein 1697 angefertigtes geschnitztes und gefasstes Epitaph für Johann Adolph von Reichencron, den Sohn des damaligen Gutsbesitzers, der am 17. September 1696 in Trebatsch starb. Die beiden Messingkronleuchter in der Kirche stammen aus dem Jahr 1872. Die Kirche hat eine Hufeisenempore.
In der Kirche befindet sich eine Orgel, die im Jahr 1869 von dem Orgelbauer Albert Lang aus Berlin unter Einbeziehung einer im Jahr 1822 angefertigten Orgel von Carl Gotthold Claunigk gebaut wurde. Sie befindet sich auf der Westempore. Die Orgel wurde in den Jahren 1969 und 1970 generalüberholt, dabei wurde ihre Disposition geändert. Sie hat seitdem zwei Manuale, ein Pedal und elf Register.

## Kirchengemeinde
Trebatsch war im 19. Jahrhundert eine Pfarrkirche, zu der noch die Dorfkirche Leibchel und die Dorfkirche Mittweide als Filialen gehörten. Zur Kirchengemeinde Trebatsch gehörten neben Trebatsch noch die Orte Rocher, Sabrodt und Sawall; sie war der Superintendentur in Beeskow unterstellt. Im Jahr 1937 wurden die Gemeinde und die Kirchengemeinde Trebatsch von den Nationalsozialisten in „Leichhardt“ umbenannt; diese Benennung wurde nach dem Ende des Zweiten Weltkrieges wieder rückgängig gemacht.
Als Teil des Kirchenkreises Beeskow gehörte die Kirchengemeinde Trebatsch bis 1945 zur Evangelischen Landeskirche der älteren Provinzen Preußens und danach zur Evangelischen Kirche in Berlin-Brandenburg. Die Kirchengemeinden Trebatsch und Tauche fusionierten später zur Kirchengemeinde Tauche-Trebatsch. Am 1. Juli 1998 ging der Kirchenkreis Beeskow im neuen Kirchenkreis An Oder und Spree auf. Dieser gehörte seit 2004 zur Evangelischen Kirche Berlin-Brandenburg-schlesische Oberlausitz. Die Kirchengemeinden Tauche-Trebatsch und Kossenblatt wurden am 1. März 2007 zu der heutigen Kirchengemeinde Tauche zusammengelegt. Diese liegt seit dem 1. Januar 2014 im Kirchenkreis Oderland-Spree.

## Ludwig-Leichhardt-Gedenkstein

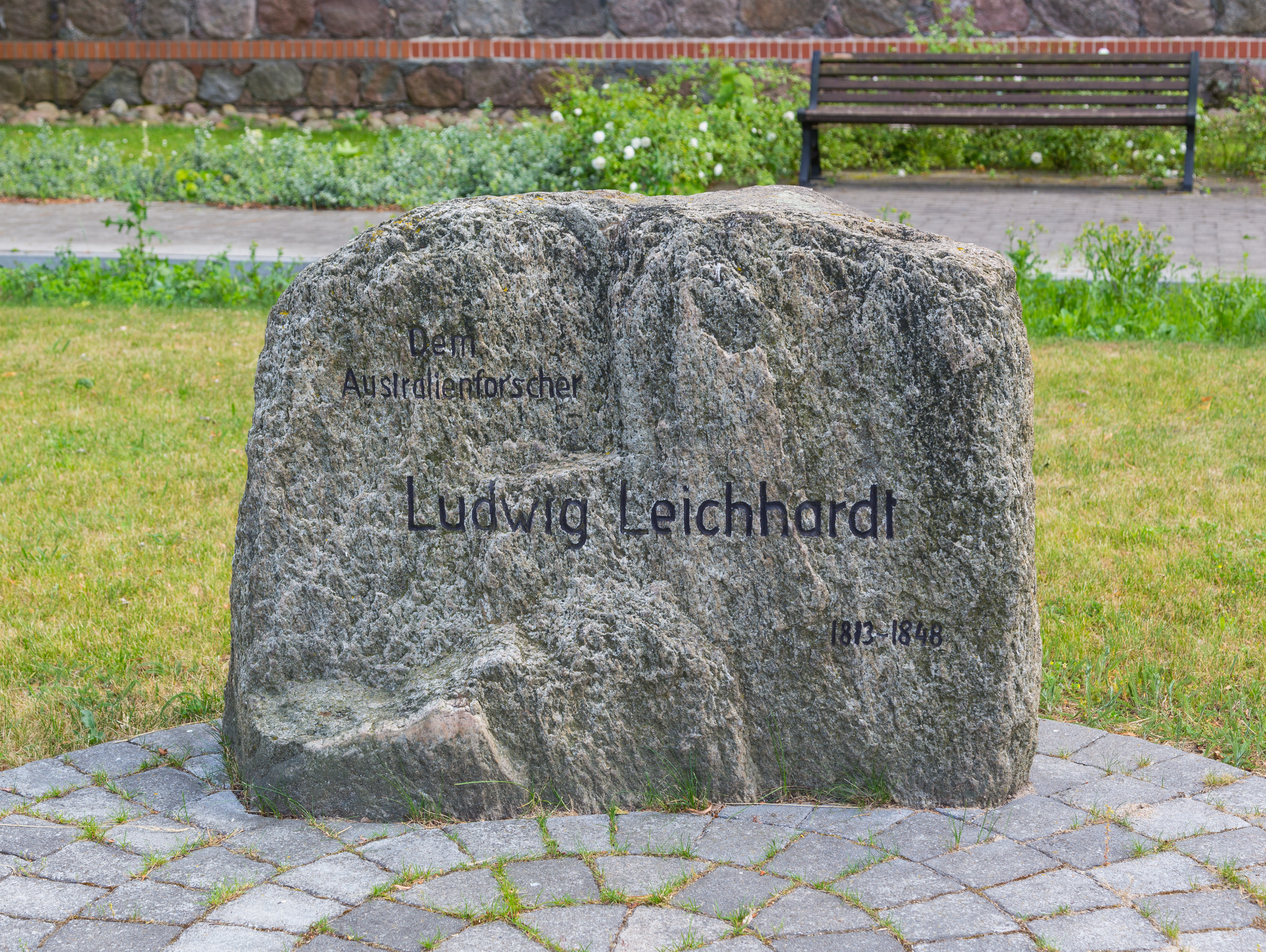
Ludwig-Leichhardt-Gedenkstein vor der Kirche (2017)

Vor der Kirche befindet sich ein Gedenkstein für den Australienforscher Ludwig Leichhardt, der 1813 im Nachbarort Sabrodt geboren wurde. Der Stein trägt auf der Vorderseite die Inschrift „Dem/Australienforscher/Ludwig Leichhardt/1813–1848“, auf der Rückseite befindet sich die Denkmalplakette. Der Gedenkstein wurde am 7. Juli 1955 zunächst vor der Ludwig-Leichhardt-Schule aufgestellt. Seit deren Abriss im Jahr 2010 befindet sich der Stein an seinem heutigen Standort. Durch den Abriss der Schule entstand zwischen der Kirche und der durch Trebatsch verlaufenden Bundesstraße 87 ein freier Platz, der in der Folgezeit umgestaltet wurde.